# Campeonato Argentino de Futebol de 2012–13
O Campeonato Argentino de Futebol de 2012–13 foi a octogésima terceira temporada da era profissional da Primeira Divisão do futebol argentino.
Esta edição teve grandes modificações em relação a campeonatos anteriores, desde o sistema de disputa até os critérios de descenso.
A grande diferença em relação aos torneios anteriores foi que inicialmente havia sido previsto um sistema de final entre os campeões dos dois turnos, sendo assim haveria apenas um campeão por temporada. Com dois torneios o Torneio Inicial e o Torneio Final, semelhantes ao Apertura e Clausura, porém, os ganhadores se enfrentaria em jogo único com o título da Primeira Divisão indo para aquele que vencesse esta disputa. Entretanto, em 24 de outubro de 2012, com o Torneio Inicial já em disputa, uma resolução do Comitê Executivo da Asociación del Fútbol Argentino determinou que os vencedores dos torneios Inicial de 2012 e Final de 2013 fossem considerados campeões dos mesmos, concedendo assim, pela segunda vez na história, três títulos da Primeira Divisão na mesma temporada. O Torneio Inicial consagrou campeão o Vélez Sársfield; e o Torneio Final, o Newell's Old Boys. O Vélez Sársfield se sagrou supercampeão da temporada ao vencer o Newell's Old Boys no jogo da final.
Ao término do Torneio Inicial se estabeleceram os clubes classificados para Copa Libertadores da América de 2013, que acompanhou o campeão do Torneio Clausura de 2012, e ao término do campeonato se estabeleceu os classificados para Copa Sul-Americana de 2013. À medida que o ganhador do Torneio Final de 2013 se classificou para a Libertadores de 2014, junto ao ganhador do Inicial de 2013, o que tenha obtido mais pontos na tabela somatória do ano de 2013, o campeão da Copa Argentina de 2013 e o melhor clube argentino na Copa Sul-Americana de 2013. Também foi apresentando um novo sistema de descenso para a Primera B Nacional. Os clubes rebaixados foram os três últimos do sistema de Promédio de Pontos, sem a disputa da Promoção.
No dia 30 de julho de 2012, foi realizada uma reunião na qual Cristina Kirchner e Grondona estiveram presentes onde foram declaradas novas regras e medidas adotadas pelo governo argentino para combater a violência no futebol, no qual os hinchas/torcedores/adeptos dos clubes seria controlados através de um sistema de impressão digital, já usado em países europeus como a Inglaterra, além disso foi determinado que o Torneio Inicial receberia o nome de "Eva Perón".

## Promovidos e Rebaixados
| Pos | Equipes promovidas |
| --- | ------------------ |
| 1º  | River Plate        |
| 2º  | Quilmes            |

| Prom | Equipes rebaixadas na temporada 2011/12 |
| ---- | --------------------------------------- |
| 19º  | Banfield                                |
| 20º  | Olimpo                                  |

## Participantes
| Nome                | Cidade       | Região                    | Estádio                     | Capacidade | Treinador                  |
| ------------------- | ------------ | ------------------------- | --------------------------- | ---------- | -------------------------- |
| All Boys            | Buenos Aires | Cidade de Buenos Aires    | Islas Malvinas              | 21.500     | José Romero                |
| Argentinos Juniors  | Buenos Aires | Cidade de Buenos Aires    | Diego Armando Maradona      | 24.800     | Leonardo Astrada           |
| Arsenal de Sarandí  | Avellaneda   | Província de Buenos Aires | El Viaducto                 | 16.200     | Gustavo Alfaro             |
| Atlético de Rafaela | Rafaela      | Província de Santa Fé     | Estádio Nuevo Monumental    | 17.000     | Rubén Forestello           |
| Belgrano            | Córdoba      | Província de Córdoba      | Mario Alberto Kempes        | 57.000     | Ricardo Zielinski          |
| Boca Juniors        | Buenos Aires | Cidade de Buenos Aires    | La Bombonera                | 57.503     | Julio César Falcioni       |
| Colón               | Santa Fé     | Província de Santa Fé     | Cementerio de Elefantes     | 38.000     | Roberto Sensini            |
| Estudiantes         | La Plata     | Província de Buenos Aires | Tierra de Campeones         | 53.000     | Diego Cagna                |
| Godoy Cruz          | Godoy Cruz   | Província de Mendoza      | Malvinas Argentinas         | 40.268     | Omar Asad                  |
| Independiente       | Avellaneda   | Província de Buenos Aires | Libertadores de América     | 41.637     | Christian Díaz             |
| Lanús               | Lanús        | Província de Buenos Aires | Ciudad de Lanús             | 46.619     | Guillermo Barros Schelotto |
| Newell's Old Boys   | Rosário      | Província de Santa Fé     | El Coloso del Parque        | 35.095     | Gerardo Martino            |
| Quilmes             | Quilmes      | Província de Buenos Aires | Estádio Centenário          | 30.200     | Omar De Felippe            |
| Racing              | Avellaneda   | Província de Buenos Aires | El Cilindro                 | 51.389     | Luis Zubeldía              |
| River Plate         | Buenos Aires | Cidade de Buenos Aires    | Estádio Monumental de Nuñez | 64.000     | Matías Almeyda             |
| San Lorenzo         | Buenos Aires | Cidade de Buenos Aires    | El Nuevo Gasómetro          | 44.955     | Ricardo Caruso Lombardi    |
| San Martín          | San Juan     | Província de San Juan     | Estádio del Bicentenario    | 22.500     | Facundo Sava               |
| Tigre               | San Fernando | Província de Buenos Aires | Monumental Victoria         | 26.282     | Rodolfo Arruabarrena       |
| Unión               | Santa Fé     | Província de Santa Fé     | 15 de Abril                 | 23.300     | Frank Kudelka              |
| Vélez Sársfield     | Buenos Aires | Cidade de Buenos Aires    | El Fortín de Liniers        | 49.590     | Ricardo Gareca             |

## Sistema de disputa
Cada torneio foi disputado em apenas um turno, pelo sistema de todos contra todos.
A tabela final de posições se estabeleceu pelo acúmulo de pontos, e para o caso de empate na primeira posição, entre duas ou mais equipes, seria necessário uma partida de desempate.

## Torneio Inicial

### Classificação
Atualizado em 21 de abril.
| Torneo Inicial | Torneo Inicial      | Torneo Inicial | Torneo Inicial | Torneo Inicial | Torneo Inicial | Torneo Inicial | Torneo Inicial | Torneo Inicial | Torneo Inicial | Torneo Inicial | Torneo Inicial | Torneo Inicial |
| Time | Time                | Pts            | J              | V              | E              | D              | GP             | GC             | SG             |                |                |                |
| --- | ------------------- | -------------- | -------------- | -------------- | -------------- | -------------- | -------------- | -------------- | -------------- | -------------- | -------------- | -------------- |
| 1 | Vélez Sarsfield     | 41             | 19             | 13             | 2              | 4              | 31             | 12             | +19            |                |                |                |
| 2 | Newell's Old Boys   | 36             | 19             | 9              | 9              | 1              | 23             | 11             | +12            |                |                |                |
| 3 | Belgrano            | 36             | 19             | 10             | 6              | 3              | 22             | 13             | +9             |                |                |                |
| 4 | Lanús               | 33             | 19             | 10             | 4              | 5              | 23             | 10             | +13            |                |                |                |
| 5 | Racing              | 33             | 19             | 9              | 6              | 4              | 26             | 12             | +14            |                |                |                |
| 6 | Boca Juniors        | 33             | 19             | 9              | 6              | 4              | 25             | 20             | +5             |                |                |                |
| 7 | Arsenal de Sarandí  | 31             | 19             | 9              | 4              | 6              | 19             | 22             | -3             |                |                |                |
| 8 | River Plate         | 29             | 19             | 7              | 8              | 4              | 28             | 16             | +12            |                |                |                |
| 9 | Estudiantes         | 28             | 19             | 8              | 4              | 7              | 19             | 16             | +3             |                |                |                |
| 10 | Colón               | 26             | 19             | 6              | 8              | 5              | 26             | 24             | +2             |                |                |                |
| 11 | San Lorenzo         | 26             | 19             | 6              | 8              | 5              | 20             | 20             | 0              |                |                |                |
| 12 | All Boys            | 21             | 19             | 5              | 6              | 8              | 19             | 27             | -8             |                |                |                |
| 13 | Atlético de Rafaela | 20             | 19             | 5              | 5              | 9              | 20             | 28             | -8             |                |                |                |
| 14 | Godoy Cruz          | 20             | 19             | 5              | 5              | 9              | 13             | 24             | -11            |                |                |                |
| 15 | Quilmes             | 18             | 19             | 3              | 10             | 6              | 16             | 23             | -7             |                |                |                |
| 16 | Argentinos Juniors  | 19             | 19             | 4              | 7              | 8              | 19             | 29             | -10            |                |                |                |
| 17 | San Martín          | 17             | 19             | 4              | 5              | 10             | 21             | 27             | -7             |                |                |                |
| 18 | Independiente       | 17             | 18             | 3              | 8              | 8              | 16             | 24             | -8             |                |                |                |
| 19 | Tigre               | 13             | 17             | 1              | 10             | 8              | 16             | 27             | -11            |                |                |                |
| 20 | Unión               | 7              | 19             | 0              | 7              | 12             | 16             | 33             | -17            |                |                |                |
| Pts – Pontos ganhos; J – Jogos; V - Vitórias; E - Empates; D - Derrotas; GP – Gols pró; GC – Gols contra; SG – Saldo de gols |                     |                |                |                |                |                |                |                |                |                |                |                |

|  |                                                                  |
|  | Campeão e classificado à fase de grupos da Libertadores de 2013. |

### Desempenho por rodada
|                     | 1ªR | 2ªR | 3ªR | 4ªR | 5ªR | 6ªR | 7ªR | 8ªR | 9ªR | 10ªR | 11ªR | 12ªR | 13ªR | 14ªR | 15ªR | 16ªR | 17ªR | 18ªR | 19ªR |
| ------------------- | --- | --- | --- | --- | --- | --- | --- | --- | --- | ---- | ---- | ---- | ---- | ---- | ---- | ---- | ---- | ---- | ---- |
| All Boys            | 8º  | 13º | 14º | 15º | 11º | 15º | 16º | 16º | 15º | 16º  | 15º  | 12º  | 11º  | 12º  | 12º  | 11º  | 12º  | 12º  | 12º  |
| Argentinos Juniors  | 19º | 20º | 17º | 14º | 10º | 12º | 8º  | 9º  | 11º | 12º  | 17º  | 17º  | 16º  | 17º  | 13º  | 13º  | 14º  | 15º  | 16º  |
| Arsenal de Sarandí  | 6º  | 8º  | 10º | 5º  | 3º  | 6º  | 9º  | 11º | 14º | 13º  | 11º  | 14º  | 14º  | 14º  | 11º  | 10º  | 8º   | 8º   | 7º   |
| Atlético de Rafaela | 8°  | 14° | 15° | 16º | 16º | 16º | 15° | 12° | 8°  | 11°  | 14°  | 10°  | 12°  | 13°  | 15°  | 15°  | 13°  | 13°  | 13º  |
| Belgrano            | 3°  | 5°  | 9°  | 10º | 12º | 10º | 5°  | 4°  | 5°  | 3°   | 4°   | 3°   | 3°   | 4°   | 5°   | 6°   | 3°   | 4°   | 3°   |
| Boca Juniors        | 19° | 11° | 7°  | 2º  | 1º  | 1º  | 1º  | 3°  | 4°  | 5°   | 5°   | 6°   | 6°   | 6°   | 6°   | 5°   | 5°   | 6°   | 6°   |
| Colón               | 6°  | 1º  | 5°  | 1º  | 5°  | 5°  | 6°  | 8°  | 7°  | 9°   | 10°  | 11°  | 10°  | 10°  | 9°   | 9°   | 10°  | 10°  | 10°  |
| Estudiantes         | 3°  | 11° | 8°  | 11° | 14° | 14° | 11° | 7°  | 9°  | 6°   | 7°   | 8°   | 8°   | 7°   | 8°   | 7°   | 7°   | 7°   | 9°   |
| Godoy Cruz          | 8°  | 5°  | 3°  | 9°  | 7°  | 7°  | 4°  | 6°  | 6°  | 7°   | 8°   | 7°   | 7°   | 9°   | 10°  | 14°  | 15°  | 14°  | 14º  |
| Independiente       | 12° | 15° | 16° | 17° | 18° | 19° | 19° | 18° | 18° | 17°  | 16°  | 16°  | 17°  | 18°  | 18°  | 18°  | 18°  | 18°  | 18º  |
| Lanús               | 17° | 17° | 13° | 13° | 15° | 13° | 14° | 10° | 12° | 10°  | 6°   | 5°   | 4°   | 3°   | 2°   | 1º   | 2°   | 2°   | 4°   |
| Newell's Old Boys   | 12° | 8°  | 4°  | 6°  | 4°  | 2°  | 2°  | 1º  | 1º  | 1º   | 1º   | 1º   | 1º   | 2°   | 3°   | 4°   | 4°   | 3°   | 2°   |
| Quilmes             | 1º  | 2°  | 1º  | 3°  | 8°  | 8°  | 10° | 13° | 13° | 14°  | 12°  | 13°  | 13°  | 11°  | 14°  | 16°  | 17°  | 16°  | 15º  |
| Racing              | 8°  | 4°  | 2°  | 4°  | 2°  | 3°  | 7°  | 5°  | 2°  | 2°   | 2°   | 4°   | 5°   | 5°   | 4°   | 3°   | 6°   | 5°   | 5°   |
| River Plate         | 14° | 10° | 6°  | 8°  | 9°  | 9°  | 12° | 14° | 10° | 8°   | 9°   | 9°   | 9°   | 8°   | 7°   | 8°   | 9°   | 9°   | 8°   |
| San Lorenzo         | 3°  | 5°  | 12° | 12° | 13° | 11° | 13° | 15° | 16° | 18°  | 18°  | 18°  | 18°  | 16°  | 16°  | 12°  | 11°  | 11°  | 11°  |
| San Martín          | 14° | 16° | 20° | 20° | 20° | 18° | 18° | 17° | 17° | 15°  | 13°  | 15°  | 15°  | 15°  | 17°  | 17°  | 16°  | 17°  | 17º  |
| Tigre               | 14° | 19° | 19° | 18° | 17° | 17° | 17° | 19° | 19° | 19°  | 19°  | 19°  | 19°  | 19°  | 19°  | 19°  | 19°  | 19°  | 19º  |
| Unión               | 17° | 17° | 18° | 19° | 19° | 20° | 20° | 20° | 20° | 20°  | 20°  | 20°  | 20°  | 20°  | 20°  | 20°  | 20°  | 20°  | 20°  |
| Vélez Sarsfield     | 1º  | 3°  | 11° | 7°  | 6°  | 4°  | 3°  | 2°  | 3°  | 4°   | 3°   | 2°   | 2°   | 1º   | 1º   | 2°   | 1º   | 1º   | 1º   |

|  |                                                             |
|  | Líder e classificado à segunda fase da Libertadores de 2013 |

### Artilharia
| Gols | Jogador             | Time              |
| ---- | ------------------- | ----------------- |
| 11   | Ignacio Scocco      | Newell's Old Boys |
| 11   | Facundo Ferreyra    | Vélez Sarsfield   |
| 10   | Emmanuel Gigliotti  | Colón             |
| 7    | Martín Cauteruccio  | Quilmes           |
| 7    | Denis Stracqualursi | San Lorenzo       |
| 7    | Lucas Pratto        | Vélez Sarsfield   |

## Torneio Final

### Classificação
| Torneo Final | Torneo Final        | Torneo Final | Torneo Final | Torneo Final | Torneo Final | Torneo Final | Torneo Final | Torneo Final | Torneo Final | Torneo Final | Torneo Final | Torneo Final |
| Time | Time                | Pts          | J            | V            | E            | D            | GP           | GC           | SG           |              |              |              |
| --- | ------------------- | ------------ | ------------ | ------------ | ------------ | ------------ | ------------ | ------------ | ------------ | ------------ | ------------ | ------------ |
| 1 | Newell's Old Boys   | 38           | 19           | 12           | 2            | 5            | 40           | 21           | 19           |              |              |              |
| 2 | River Plate         | 35           | 19           | 10           | 5            | 4            | 28           | 22           | 6            |              |              |              |
| 3 | Lanús               | 33           | 19           | 8            | 9            | 2            | 26           | 14           | 12           |              |              |              |
| 4 | San Lorenzo         | 32           | 19           | 8            | 8            | 3            | 26           | 16           | 10           |              |              |              |
| 5 | Quilmes             | 31           | 19           | 8            | 7            | 4            | 28           | 22           | 6            |              |              |              |
| 6 | Racing              | 29           | 19           | 8            | 5            | 6            | 24           | 17           | 7            |              |              |              |
| 7 | Arsenal de Sarandí  | 29           | 19           | 8            | 5            | 6            | 25           | 22           | 3            |              |              |              |
| 8 | Godoy Cruz          | 29           | 19           | 7            | 8            | 4            | 23           | 16           | 7            |              |              |              |
| 9 | San Martín          | 26           | 19           | 7            | 5            | 7            | 31           | 28           | 3            |              |              |              |
| 10 | Atlético de Rafaela | 23           | 19           | 5            | 8            | 6            | 21           | 23           | -2           |              |              |              |
| 11 | Belgrano            | 23           | 19           | 4            | 11           | 4            | 14           | 13           | 1            |              |              |              |
| 12 | Independiente       | 22           | 19           | 5            | 7            | 7            | 16           | 17           | -1           |              |              |              |
| 13 | Tigre               | 21           | 19           | 6            | 3            | 10           | 22           | 30           | -8           |              |              |              |
| 14 | All Boys            | 20           | 19           | 5            | 5            | 9            | 15           | 24           | -9           |              |              |              |
| 15 | Colón               | 20           | 19           | 5            | 5            | 9            | 20           | 30           | -10          |              |              |              |
| 16 | Vélez Sarsfield     | 20           | 19           | 4            | 8            | 7            | 18           | 20           | -2           |              |              |              |
| 17 | Estudiantes         | 20           | 19           | 4            | 8            | 7            | 15           | 19           | -4           |              |              |              |
| 18 | Argentinos Juniors  | 18           | 19           | 4            | 6            | 9            | 13           | 21           | -8           |              |              |              |
| 19 | Boca Juniors        | 18           | 19           | 3            | 9            | 7            | 13           | 29           | -16          |              |              |              |
| 20 | Unión               | 17           | 19           | 3            | 8            | 8            | 17           | 31           | -14          |              |              |              |
| Pts – Pontos ganhos; J – Jogos; V - Vitórias; E - Empates; D - Derrotas; GP – Gols pró; GC – Gols contra; SG – Saldo de gols |                     |              |              |              |              |              |              |              |              |              |              |              |

|  |                                                        |
|  | Classificado à fase de grupos da Libertadores de 2014. |

### Desempenho por rodada
|                     | 1ªR | 2ªR | 3ªR | 4ªR | 5ªR | 6ªR | 7ªR | 8ªR | 9ªR | 10ªR | 11ªR | 12ªR | 13ªR | 14ªR | 15ªR | 16ªR | 17ªR | 18ªR | 19ªR |
| ------------------- | --- | --- | --- | --- | --- | --- | --- | --- | --- | ---- | ---- | ---- | ---- | ---- | ---- | ---- | ---- | ---- | ---- |
| All Boys            | 5   | 1   | 2   | 5   | 12  | 2   | 7   | 3   | 4   | 3    | 2    | 2    | 2    | 4    | 1    | 1    | 2    | 3    | \4   |
| Argentinos Juniors  | 3   | 2   | 1   | 4   | 2   | 3   | 11  | 13  | 111 | 11   | 1    | 8    | 2    | 1    | 11   | 1    | 2    | 1    | 2    |
| Arsenal de Sarandí  |     |     |     |     |     |     |     |     |     |      |      |      |      |      |      |      |      |      |      |
| Atlético de Rafaela |     |     |     |     |     |     |     |     |     |      |      |      |      |      |      |      |      |      |      |
| Belgrano            |     |     |     |     |     |     |     |     |     |      |      |      |      |      |      |      |      |      |      |
| Boca Juniors        |     |     |     |     |     |     |     |     |     |      |      |      |      |      |      |      |      |      |      |
| Colón               |     |     |     |     |     |     |     |     |     |      |      |      |      |      |      |      |      |      |      |
| Estudiantes         |     |     |     |     |     |     |     |     |     |      |      |      |      |      |      |      |      |      |      |
| Godoy Cruz          |     |     |     |     |     |     |     |     |     |      |      |      |      |      |      |      |      |      |      |
| Independiente       |     |     |     |     |     |     |     |     |     |      |      |      |      |      |      |      |      |      |      |
| Lanús               |     |     |     |     |     |     |     |     |     |      |      |      |      |      |      |      |      |      |      |
| Newell's Old Boys   |     |     |     |     |     |     |     |     |     |      |      |      |      |      |      |      |      |      |      |
| Quilmes             |     |     |     |     |     |     |     |     |     |      |      |      |      |      |      |      |      |      |      |
| Racing              |     |     |     |     |     |     |     |     |     |      |      |      |      |      |      |      |      |      |      |
| River Plate         |     |     |     |     |     |     |     |     |     |      |      |      |      |      |      |      |      |      |      |
| San Lorenzo         |     |     |     |     |     |     |     |     |     |      |      |      |      |      |      |      |      |      |      |
| San Martín          |     |     |     |     |     |     |     |     |     |      |      |      |      |      |      |      |      |      |      |
| Tigre               |     |     |     |     |     |     |     |     |     |      |      |      |      |      |      |      |      |      |      |
| Unión               |     |     |     |     |     |     |     |     |     |      |      |      |      |      |      |      |      |      |      |
| Vélez Sarsfield     |     |     |     |     |     |     |     |     |     |      |      |      |      |      |      |      |      |      |      |

|  |                                                             |
|  | Líder e classificado à segunda fase da Libertadores de 2014 |

## Confrontos
|                     | ALL | AGJ | ARS | ATR | BEL | BOC | COL | EST | GOD | IND | LAN | NOB | QUI | RAC | RIV | SLO | SMA | TIG     | UNI | VEL |
| ------------------- | --- | --- | --- | --- | --- | --- | --- | --- | --- | --- | --- | --- | --- | --- | --- | --- | --- | ------- | --- | --- |
| All Boys            | —   | 0–1 | 0–1 |     | 1–0 |     | 1–1 |     |     |     | 2–1 |     | 1–1 |     | 0–0 |     |     | 2–2     | 3–1 | 0–2 |
| Argentinos Juniors  |     | —   |     |     |     | 1–1 |     | 2–1 | 2–1 | 0–1 |     | 1–3 |     | 0–2 |     | 1–2 | 1–1 | 0–0     | 3–3 |     |
| Arsenal de Sarandí  |     | 2–2 | —   |     | 0–2 | 1–0 | 2–0 |     | 3–0 |     | 1–0 |     |     |     | 0–4 |     |     |         | 1–0 | 1–5 |
| Atlético de Rafaela | 2–1 | 5–3 | 0–0 | —   | 1–3 |     | 2–0 |     |     |     | 1–2 |     | 1–1 |     | 0–0 |     |     | 3–0     |     | 0–3 |
| Belgrano            |     | 0–0 |     |     | —   | 3–1 |     | 1–0 | 1–0 |     | 0–2 | 0–0 |     | 1–0 |     | 0–0 |     | 1–0     | 1–0 |     |
| Boca Juniors        | 3–1 |     |     | 2–1 |     | —   |     | 0–0 | 2–1 | 2–1 |     | 0–0 |     | 3–1 |     | 3–1 | 1–1 | 2–0     |     |     |
| Colón               |     | 3–1 |     |     | 2–2 | 0–0 | —   |     | 1–1 |     | 1–0 | 1–2 |     | 0–1 | 1–1 |     |     |         | 2–0 |     |
| Estudiantes         | 0–1 |     | 2–1 | 3–1 |     |     | 1–2 | —   |     | 2–0 |     |     | 2–1 |     | 0–2 |     | 2–0 |         |     | 0–0 |
| Godoy Cruz          | 1–1 |     |     | 2–0 |     |     |     | 1–0 | —   | 2–1 |     | 1–1 | 0–0 | 0–1 |     | 0–0 | 1–0 |         |     |     |
| Independiente       | 1–1 |     | 0–2 | 2–0 | 1–2 |     | 2–2 |     |     | —   | 0–2 |     | 1–1 |     | 2–2 |     |     | I-12[b] |     | 0–0 |
| Lanús               |     | 1–0 |     |     |     | 2–0 |     | 0–0 | 2–0 |     | —   | 0–1 |     | 1–1 |     | 0–0 | 2–1 | 4–1     | 2–0 |     |
| Newell's Old Boys   | 1–2 |     | 2–1 | 3–0 |     |     |     | 1–0 |     | 0–0 |     | —   | 0–0 |     |     | 1–0 | 2–0 |         |     | 1–0 |
| Quilmes             |     | 0–1 | 1–2 |     | 1–1 | 3–0 | 2–2 |     |     |     | 0–0 |     | —   |     | 1–0 |     |     | I-19[b] | 2–1 | 0–1 |
| Racing              | 3–1 |     | 0–0 | 1–1 |     |     |     | 0–1 |     | 2–0 |     | 0–0 | 4–0 | —   |     | 4–0 | 3–1 |         |     |     |
| River Plate         |     | 0–0 |     |     | 1–2 | 2–2 |     |     | 5–0 |     | 1–0 | 3–3 |     | 0–1 | —   | 0–0 |     |         | 2–0 |     |
| San Lorenzo         | 4–0 |     | 0–0 | 1–0 |     |     | 2–1 | 0–2 |     | 2–1 |     |     | 2–2 |     |     | —   | 2–1 |         |     | 1–2 |
| San Martín          | 2–1 |     | 4–0 | 1–2 | 1–1 |     | 0–1 |     |     | 0–0 |     |     | 4–0 |     | 0–2 |     | —   | 2–2     |     | 0–3 |
| Tigre               |     |     | 0–1 |     |     |     | 2–2 | 1–2 | 2–0 |     |     | 0–0 |     | 1–1 | 2–3 | 1–1 |     | —       |     | 0–1 |
| Unión               |     |     |     | 0–0 |     | 1–2 |     | 2–2 | 0–1 | 1–2 |     | 2–2 |     | 1–1 |     | 2–2 | 1–2 | 1–1     | —   |     |
| Vélez Sársfield     |     | 3–0 |     |     | 2–1 | 0–1 | 2–4 |     | 2–1 |     | 0–2 |     |     | 1–0 | 2–0 |     |     |         | 2–0 | —   |

| Vitória do mandante; Vitória do visitante; Empate. | Em vermelho os jogos da próxima rodada; Em negrito os jogos "clássicos". |

^  Jogo adiado.

## Tabela agregada de 2012
Esta tabela é utilizada como classificatória para a Copa Libertadores de 2013.
A Argentina teve cinco equipes classificadas para a Copa Libertadores de 2013. Os quatro classificados para a segunda fase foram:
- O campeão do Torneio Clausura de 2012.
- O Lanús.
- As duas equipes melhor colocadas nesta tabela.

Uma quinta vaga foi ocupada pela equipe de melhor desempenho na Copa Sul-Americana de 2012. Esta se classificou para a primeira fase.
| Pos | Equipe                 | Cl12 | In12 | Pts | J  | V  | E  | D  | GP | GC | SG  |
| --- | ---------------------- | ---- | ---- | --- | -- | -- | -- | -- | -- | -- | --- |
| 1º  | Vélez Sarsfield (**)   | 33   | 41   | 74  | 38 | 22 | 8  | 8  | 57 | 27 | 30  |
| 2º  | Arsenal de Sarandí (*) | 38   | 31   | 69  | 38 | 20 | 9  | 9  | 49 | 37 | 12  |
| 3º  | Newell's Old Boys      | 32   | 36   | 68  | 38 | 18 | 14 | 6  | 49 | 30 | 19  |
| 4º  | Boca Juniors           | 33   | 33   | 66  | 38 | 18 | 12 | 8  | 55 | 40 | 15  |
| 5º  | Lanús                  | 26   | 34   | 60  | 38 | 17 | 9  | 12 | 42 | 28 | 14  |
| 6º  | Belgrano               | 24   | 36   | 60  | 38 | 16 | 12 | 10 | 39 | 33 | 6   |
| 7º  | Colón                  | 29   | 26   | 55  | 38 | 13 | 16 | 9  | 50 | 42 | 8   |
| 8º  | Estudiantes            | 27   | 25   | 55  | 38 | 15 | 10 | 13 | 42 | 40 | 2   |
| 9º  | All Boys               | 33   | 21   | 54  | 38 | 14 | 12 | 12 | 40 | 40 | 0   |
| 10º | Racing Club            | 19   | 33   | 52  | 38 | 14 | 10 | 14 | 45 | 39 | 6   |
| 11º | San Lorenzo            | 25   | 26   | 51  | 38 | 12 | 15 | 11 | 42 | 43 | -1  |
| 12º | Tigre (***)            | 36   | 11   | 47  | 36 | 11 | 14 | 11 | 44 | 41 | 3   |
| 13º | Argentinos Juniors     | 27   | 19   | 46  | 38 | 11 | 13 | 14 | 36 | 44 | -8  |
| 14º | Atlético de Rafaela    | 24   | 20   | 44  | 38 | 11 | 11 | 16 | 46 | 52 | -6  |
| 15º | San Martín             | 22   | 17   | 39  | 38 | 10 | 9  | 19 | 42 | 56 | -14 |
| 16º | Independiente          | 20   | 16   | 36  | 37 | 8  | 12 | 17 | 37 | 51 | -14 |
| 17º | Godoy Cruz             | 14   | 18   | 34  | 38 | 7  | 13 | 18 | 24 | 49 | -25 |
| 18º | Unión                  | 25   | 7    | 32  | 38 | 5  | 17 | 16 | 37 | 53 | -16 |
| 19º | River Plate            | -    | 29   | 29  | 19 | 7  | 8  | 4  | 28 | 16 | 12  |
| 20º | Quilmes                | -    | 18   | 18  | 18 | 3  | 9  | 6  | 16 | 23 | -7  |

(*) Classificado como campeão do Torneio Clausura de 2012.

(**) Classificado como vencedor do Torneio Inicial de 2012.

(***) Classificado como equipe de melhor desempenho na Copa Sul-Americana de 2012.

|  |                                                       |
|  | Classificado à segunda fase da Libertadores de 2013.  |
|  | Classificado à primeira fase da Libertadores de 2013. |

## Tabela de rebaixamento
Aos clubes que subiram (River, Quilmes) não se computa as temporadas anteriores na Primeira Divisão.
| Pos | Equipe              | Pts 2010–11 | Pts 2011–12 | Pts 2012–13 | Pts Total | Total de partidas | Média | Rebaixamento                           |
| --- | ------------------- | ----------- | ----------- | ----------- | --------- | ----------------- | ----- | -------------------------------------- |
| 1   | Vélez Sársfield     | 82          | 64          | 41          | 187       | 95                | 1.968 |                                        |
| 2   | Boca Juniors        | 53          | 76          | 33          | 162       | 95                | 1.705 |                                        |
| 3   | Belgrano            | —           | 55          | 36          | 91        | 57                | 1.596 |                                        |
| 4   | Lanús               | 63          | 55          | 33          | 151       | 95                | 1.589 |                                        |
| 5   | Arsenal de Sarandí  | 57          | 62          | 31          | 150       | 95                | 1.579 |                                        |
| 6   | Estudiantes         | 69          | 50          | 28          | 147       | 95                | 1.547 |                                        |
| 7   | River Plate         | —           | —           | 29          | 29        | 19                | 1.526 |                                        |
| 8   | Racing              | 52          | 50          | 33          | 135       | 95                | 1.421 |                                        |
| 9   | Colón               | 47          | 60          | 26          | 133       | 95                | 1.4   |                                        |
| 10  | All Boys            | 51          | 54          | 21          | 126       | 95                | 1.326 |                                        |
| 11  | Tigre               | 50          | 63          | 11          | 124       | 95                | 1.305 |                                        |
| 12  | Godoy Cruz          | 63          | 38          | 20          | 121       | 95                | 1.274 |                                        |
| 13  | Newell's Old Boys   | 42          | 48          | 36          | 126       | 95                | 1.326 |                                        |
| 14  | Argentinos Juniors  | 54          | 49          | 15          | 118       | 95                | 1.242 |                                        |
| 15  | Atlético de Rafaela | —           | 50          | 20          | 70        | 57                | 1.228 |                                        |
| 16  | San Lorenzo         | 47          | 44          | 25          | 116       | 95                | 1.221 |                                        |
| 17  | Independiente       | 43          | 47          | 16          | 106       | 95                | 1.116 |                                        |
| 18  | San Martín          | —           | 48          | 17          | 65        | 57                | 1.14  | Rebaixamento para a Primera B Nacional |
| 19  | Unión               | —           | 50          | 7           | 57        | 57                | 1     | Rebaixamento para a Primera B Nacional |
| 20  | Quilmes             | —           | —           | 18          | 18        | 19                | 0.947 | Rebaixamento para a Primera B Nacional |

## Superfinal
A Superfinal de 2012-13 foi disputada em 29 de junho de 2013 entre o Vélez Sarsfield, vencedor do Torneio Inicial de 2012 e o Newell's Old Boys, vencedor do Torneio Final de 2013. A partida final foi disputada em campo neutro, no Estádio Malvinas Argentinas, em Mendoza.
| Partida 1       | Partida 1 | Partida 1         | Partida 1           | Partida 1           | Partida 1 |
| Equipe 1        | Resultado | Equipe 2          | Estádio             | Data                |           |
| --------------- | --------- | ----------------- | ------------------- | ------------------- | --------- |
| Vélez Sarsfield | 1 - 0     | Newell's Old Boys | Malvinas Argentinas | 29 de junho de 2013 |           |